# 陳全壽
陳全壽（1941年9月9日—）是臺灣彰化縣溪湖鎮人，民主進步黨黨員，曾任國立台灣體育學院校長、行政院體育委員會主任委員。

## 生平
陳全壽從小立志當體育人，曾在1966年亞洲運動會拿到十項全能銅牌獎，甚至在日本留學期間獲得東京教育大學體育學士、運動生理學碩士及杏林大學醫學博士，成為台灣第一個醫學博士奧運選手。
2003年8月6日，陳全壽獲頒體委會民國92年運動精英獎終身成就獎，但因為留學期間留下來的日本國籍引爆爭議。在宣布放棄日本國籍後，陳全壽正式投入陳水扁政府體育政策的推動。
2004年5月，由於2004年中華民國總統選舉總統陳水扁競選連任成功，時任國立台灣體育學院校長的陳全壽因輔選有功而獲政治酬庸接任體委會主任委員，是體委會第一位運動員出身的主委；陳全壽雖然曾經讓體委會「宜蘭幫」（2002年行政院院長游錫堃上任後大力拔擢入體委會的原宜蘭縣政府執政團隊成員）出身的副主任委員朱壽騫留任，但將實際大權交給自己的兩個學生：政務副主委黃啟煌與主任秘書吳俊哲。
2005年2月1日，陳全壽續任體委會主委。
2005年4月19日，吳俊哲毆打體委會全民運動處科長王非凡。2005年5月6日，陳全壽在立法院公開承諾，已批准吳俊哲提出的辭呈。但2006年3月8日，吳俊哲升任體委會運動競技處處長；同月19日，陳全壽說「當時的確聽到吳俊哲口頭請辭，所以表示會批准；不過最後沒有收到他的書面辭呈，所以沒有再處理」，率先在立法院就本案提出質詢的中國國民黨立法委員周守訓要求行政院院長蘇貞昌作出懲處，淡江大學教授施正鋒與國立台北大學教授侯漢君批評陳全壽在立法院公然說謊。
2006年3月20日，吳俊哲在立法院宣稱，他因在2004年總統選舉參加國民黨總統候選人連戰競選總部體育界誓師大會、擋下在宜蘭縣設立水上訓練中心等事得罪人，朱壽騫與王非凡密謀害他被調職或強迫退休；同日，陳全壽說他應該為吳俊哲的不當發言負責，但不談是否應將吳俊哲調職；同日，體委會副主委兼發言人陳雨鑫說，2005年吳俊哲提出的不是辭呈、而是「申請提前退休」，陳全壽也口頭允諾，但基於退休是個人權益，當時吳俊哲沒有再主動提出退休文件，所以陳全壽沒有追究下去。
2006年12月21日，因為體委會設定的2006年亞洲運動會中華台北代表團奪牌目標失敗（目標15面金牌，實際只奪9面金牌），陳全壽書面請辭體委會主委；同日，他在立法院提出的亞運檢討報告內容提到中華台北女子籃球代表隊「在金牌戰中，不敵人高馬大的中國隊，僅獲得銀牌」，被國民黨立委賴士葆諷刺是泛政治化、沒有自我檢討，他怒回「我只是在陳述一個事實，你要叫我怎樣？我乾脆去自殺好了」；他說，2008年夏季奧林匹克運動會中華台北代表團「最少可以拿下5金」，無論是否獲蘇貞昌慰留，他一定在2011年世界大學生夏季運動會承辦權確定後下台。
2006年12月31日，行政院舉辦「內閣年終檢討會」，陳全壽點名批評，一看到國民黨立委李復興與民進黨立委杜文卿，他「就要吐出來」，因為他們講話太沒禮貌；蘇貞昌聽後臉色不悅，主持檢討會的行政院副秘書長陳美伶趕緊宣布散會。
2007年1月24日，陳全壽在卸任體委會主委前的最後一次記者會強調，2006年亞洲運動會奪牌成績不佳是他任內最大遺憾；他從小學就當田徑選手，曾經參加2次亞運、1次奧運，自我要求嚴格，自評體委會主委任內表現不及格，所以才要下台。但許多官員都認為，陳全壽與媒體界及體育界缺乏溝通，而且過於相信曾幫他競選國立台灣體育學院校長的黃啟煌，讓黃啟煌身兼體委會7個重要職位、包攬體委會三分之二業務，偏聽的結果讓他多次作成錯誤的決策浪費預算。
2007年1月底，陳全壽離開體委會，楊忠和接任體委會主委。
2020年11月，陳全壽擔任國家運動禁藥管制機構(NADO)財團法人中華運動禁藥防制基金會(CTADA)首任董事長，並任命時任國立體育大學黃啟煌教授擔任執行長。

## 外部連結
- 陳全壽在国际奥林匹克委员会的资料

- 陳全壽在台灣棒球維基館上的頁面（繁體中文）

| 中華民國政府職務 | 中華民國政府職務                                             | 中華民國政府職務 |
| ---------------- | ------------------------------------------------------------ | ---------------- |
| 行政院           |                                                              |                  |
| 前任： 林德福    | 行政院體育委員會主任委員 第四任 2004年5月20日－2007年1月29日 | 繼任： 楊忠和    |